# Wellheim
Wellheim (mundartlich Wöiha) ist ein Markt im oberbayerischen Landkreis Eichstätt.

## Geografie

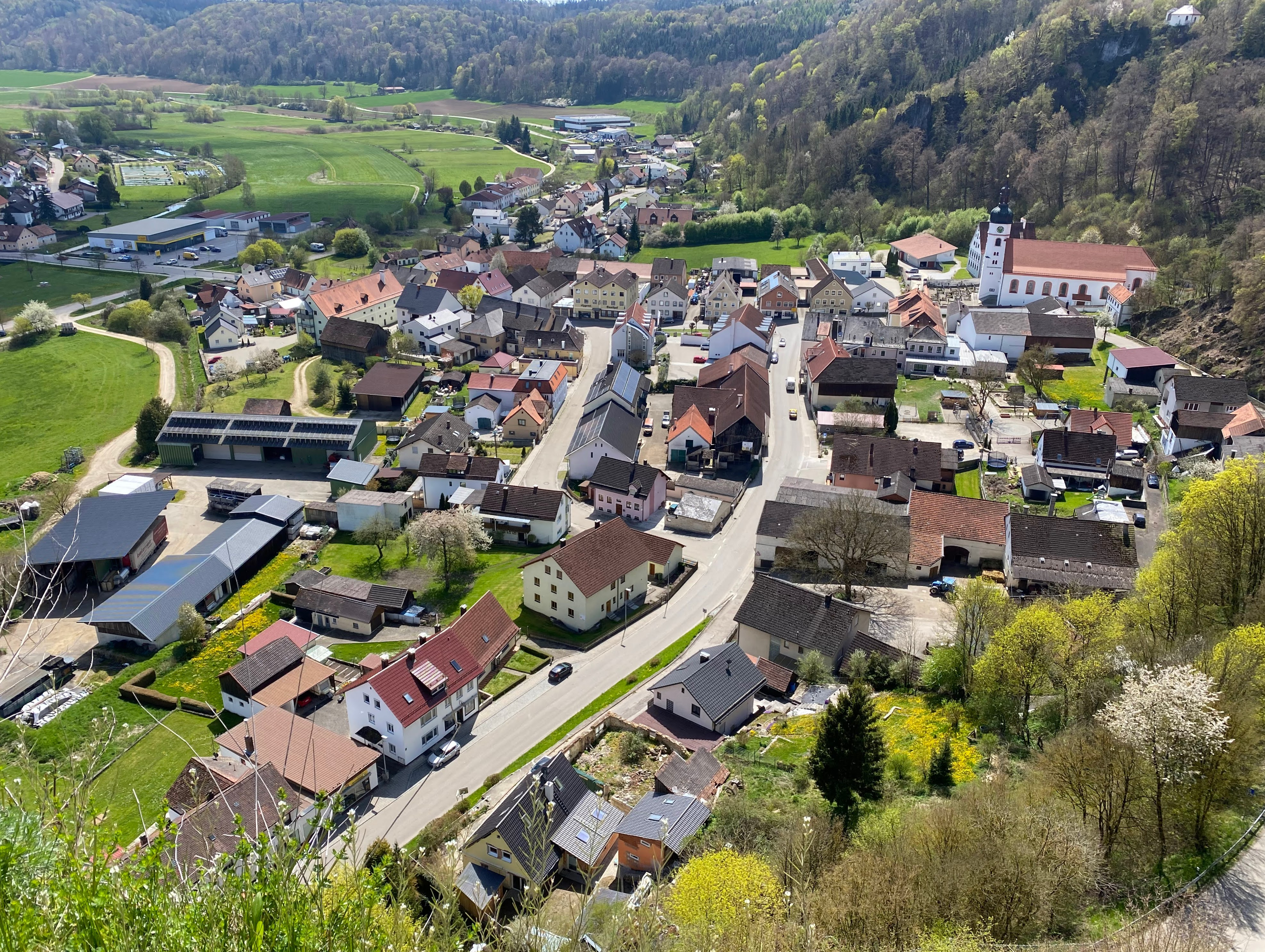
Blick auf Wellheim

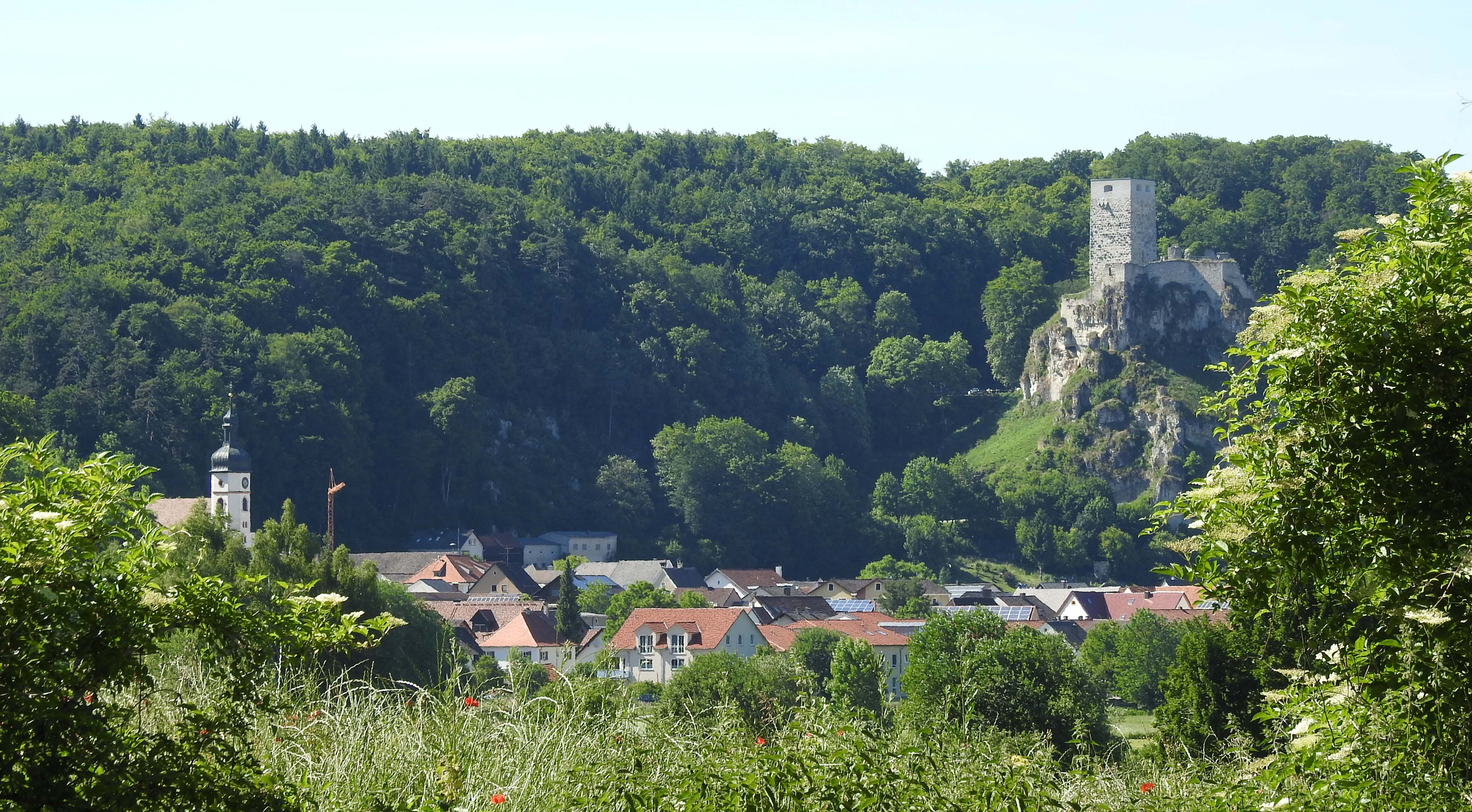
Wellheim von Südosten

Der Ort liegt ungefähr in der Mitte des nach ihm benannten Wellheimer Trockentals, eines Urdonau-Tals, südlich von Dollnstein und nördlich von Rennertshofen. Dort entspringt mit mehreren Quellen die Schutter, die in Ingolstadt in die Donau mündet.

### Marktgliederung
Es gibt acht Gemeindeteile (in Klammern ist der Siedlungstyp angegeben):
- Aicha (Dorf)
- Espenlohe (Einöde)
- Biesenhard (Kirchdorf)
- Gammersfeld (Kirchdorf)
- Hard (Kirchdorf)
- Konstein (Kirchdorf)
- Wellheim (Hauptort)
- Wielandshöfe (Einöde)

### Nachbarorte und -gemeinden
| Mörnsheim | Dollnstein                                  | Ochsenfeld (Adelschlag)       |
|           | Kompassrose, die auf Nachbargemeinden zeigt | Nassenfels                    |
|           | Rennertshofen                               | Bergen (Neuburg an der Donau) |

## Geschichte

### Bis zur Gemeindegründung
Wellheim wurde 1121 erstmals mit dem Ortsadel urkundlich erwähnt. In der Erbauseinandersetzung um die Hirschberger Erbschaft nach dem Tod von Graf Gebhard VII. (1305) kam Wellheim 1309 zusammen mit Dollnstein an die Grafen von Oettingen, die ihren Besitz 1360 an die Herren von Heideck verkauften. Spätestens zu dieser Zeit war der Ort zum Markt erhoben. 1393 veräußerten die Heidecker das Patronatsrecht über die Pfarrei Wellheim an das Kloster Kaisheim. 1448 wurde die Herrschaft nach einer Fehde als Kriegsbeute dem Markgrafen von Ansbach-Brandenburg Albrecht Achilles übergeben, der Hipolyt von Seckendorff damit belehnte. Dieser verkaufte die Herrschaft, so dass Wellheim 1458 bis 1627 im Besitz der Grafen von Helfenstein war. Im Bauernkrieg bemächtigte sich 1525 mit List der Advokat und Bauernführer Zacharias Krell der Burg. Krell wurde bei der Belagerung der Burg durch die Neuburger noch im gleichen Jahr erschossen.
1548 wurde der Ort protestantisch, nachdem der Landesherr, Graf Sebastian von Helfenstein, zur evangelischen Kirche übergetreten war. 1567 kehrte Wellheim mit seinem Bruder Sebastian zum Katholizismus zurück. 1627 kam der Ort durch Heirat an die Grafen von Oettingen-Baldern.
Im Dreißigjährigen Krieg blieb Wellheim beim ersten Schwedeneinfall noch verschont, doch im August 1646 fielen die Schweden ein. Die wenigen Bewohner Wellheims flüchteten nach Neuburg an der Donau, kehrten erst im Jahr darauf zurück und mussten gleich wieder vor den Schweden flüchten (bis 1648).
1681 wurde Wellheim markgräflich-ansbachisch und zwei Jahre später durch Verkauf fürstbischöflich-eichstättisch. Ab 1683 war der Ort Sitz eines Pflegamts des Hochstiftes Eichstätt, das 1803 mit dem größten Teil des Hochstiftes zugunsten des Herzogtums Salzburg des Erzherzogs Ferdinand von Toskana säkularisiert wurde. Seit den Friedensverträgen von Brünn und Preßburg 1805 gehört der Ort zum Königreich Bayern. 1818 entstand mit dem Bayerischen Gemeindeedikt die heutige politische Gemeinde, die seit der Gebietsreform 1972 zum oberbayerischen Landkreis Eichstätt gehört.

### 20./21. Jahrhundert
Wellheim ist ein staatlich anerkannter Erholungsort im Naturpark Altmühltal.
Im Gemeindeteil Aicha ist ein etwa 80 Grabhügel umfassendes Gräberfeld der Mittleren Bronzezeit (1600–1200 v. Chr.) nachgewiesen; einige der zum Teil über einen längeren Zeitraum mehrfach benutzten Gräber wurden bei Grabungsaktionen 1982/1983 und 1996 erforscht.
Wellheim besaß einen Bahnhof an der 1916 eröffneten, bis 1993 befahrenen und bis 2000 vollständig abgebauten Bahnstrecke Dollnstein–Rennertshofen.
Im Dezember 2003 wurde für die alte Schutterbrücke im Gemeindesitz ein Ersatzbau mit einer Spannbreite von 7,90 m seiner Bestimmung übergeben. Die schwierigen Bodenverhältnisse hatten bei der Neuerrichtung eine Bohrpfahlgründung erforderlich gemacht.

### Eingemeindungen
Im Zuge der Gebietsreform in Bayern wurden am 1. Januar 1971 die Gemeinden Gammersfeld und Hard eingegliedert. Am 1. Mai 1978 kam Konstein hinzu.

### Einwohnerentwicklung
Zwischen 1988 und 2018 wuchs der Markt von 2479 auf 2732 um 253 Einwohner bzw. um 10,2 %.
| Jahr      | 1961 | 1970 | 1987 | 1991 | 1995 | 2000 | 2005 | 2010 | 2015 |
| Einwohner | 2440 | 2493 | 2452 | 2705 | 2736 | 2739 | 2754 | 2635 | 2700 |

## Politik

### Marktgemeinderat
Der Marktgemeinderat von Wellheim hat 14 Mitglieder. Bei der Kommunalwahl am 15. März 2020 ergab sich folgende Besetzung:
- CSU: 6 Sitze (44,59 %)
- SPD: 3 Sitze (21,23 %)
- Freie Wählerschaft Wellheim: 5 Sitze (34,19 %).

Gegenüber der Amtszeit 2014–2020 mussten CSU und SPD jeweils ein Mandat abgeben, die Freie Wählerschaft erlangte zwei zusätzliche Sitze.
2020 betrug die Wahlbeteiligung 69,96 %.

### Bürgermeister
Erster Bürgermeister ist seit dem 1. Mai 2008 Robert Husterer (CSU); er wurde am 15. März 2020 mit 58,72 % der Stimmen für weitere sechs Jahre gewählt.

### Wappen
|                                  | Blasonierung: „In Silber auf grünem Boden ein springendes, golden bewehrtes rotes Ross.“ |
| Seit dem 15. Jahrhundert geführt |                                                                                          |

## Kultur und Sehenswürdigkeiten
Am 21. September 2011 bildeten die acht Kommunen Dollnstein, Wellheim, Nassenfels, Egweil, Oberhausen, Burgheim, Rennertshofen und Neuburg an der Donau die ARGE Urdonautal, eine Arbeitsgemeinschaft, deren Zweck in der Förderung und Koordinierung des Tourismus im Urdonautal liegt.

### Bauwerke

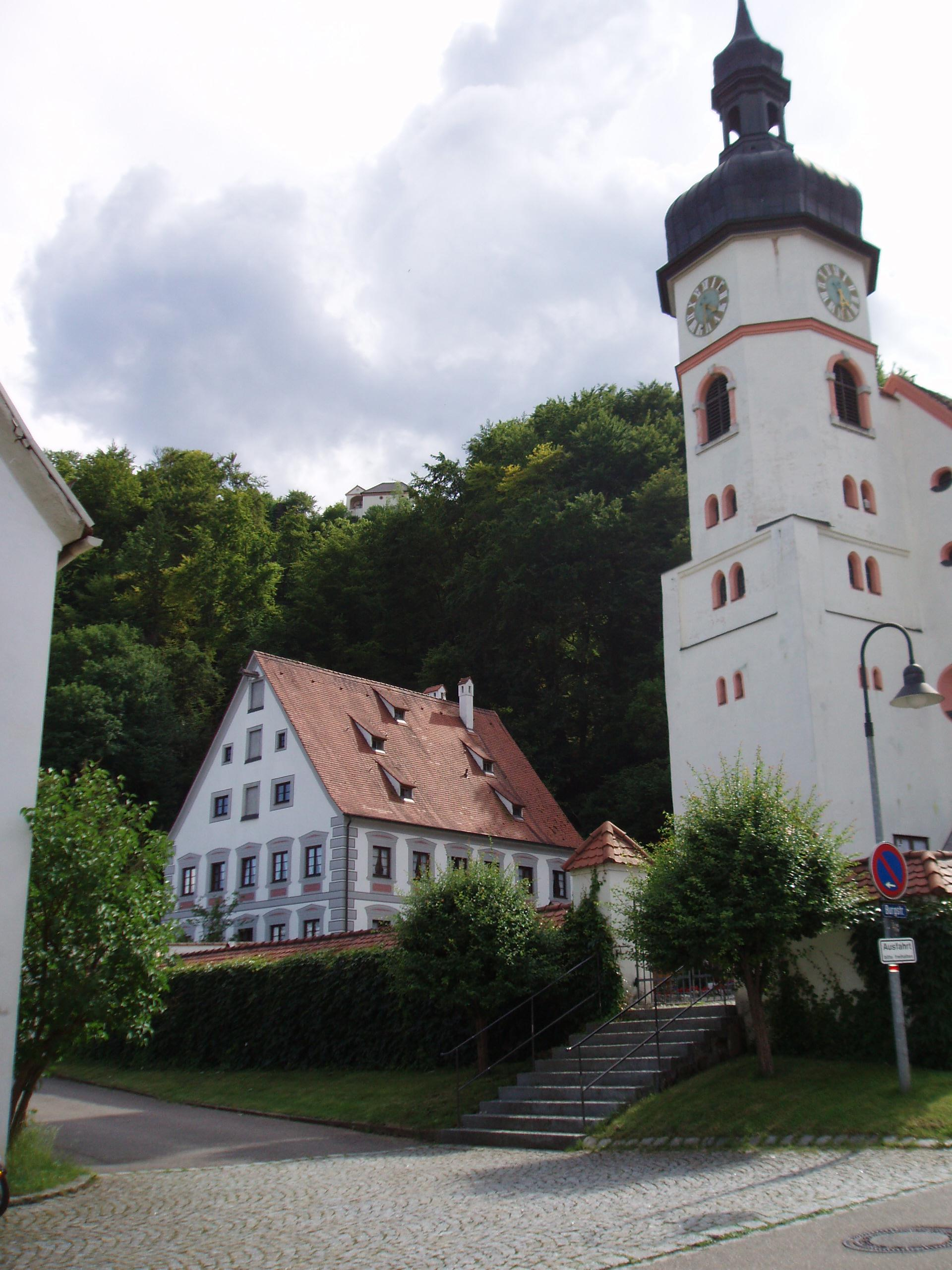
Wellheim, Kirche und Pfarrhof

Oberhalb des Ortes steht die aus dem 12. Jahrhundert stammende, seit dem 18. Jahrhundert verfallene Burg Wellheim auf einem zerklüfteten Jurafelsen; am besten ist noch der Bergfried erhalten.
Der Unterbau des Turmes der katholischen Pfarrkirche St. Andreas und Teile der Südwand stammen aus der Vorgängerkirche des 11./12. Jahrhunderts, die um 1618 abgebrochen wurde. Die Kirche wurde um 1700 wahrscheinlich nach Plänen des Eichstätter Hofbaumeisters Jakob Engel im Barockstil neu gebaut, am 12. Dezember 1701 konsekriert und 1945 nach Westen erweitert. Kurz vor 1900 erhielt der Turm die Zwiebelhaube mit Laterne. Hochaltar und Seitenaltäre sind barock (um 1700); das Altarbild aus dieser Zeit zeigt das Martyrium des Kirchenpatrons. Der barocke Stuck, wohl das früheste Werk des Eichstätter Stuckateurs Jakob Egg, umrahmt Deckengemälde von 1700, im Langhaus zeigt das Mittelbild Mariä Himmelfahrt. Im Westteil stammt die neuzeitliche Deckengestaltung von dem Maler und Restaurator Franz Kugelmann aus Kleinaitingen. An der Emporenbrüstung befinden sich barocke Bilder. Der reich dekorierte Hochaltar mit Andreas-Gemälde und die beiden Seitenaltäre (mit Nazarener-Bildern des 19. Jahrhunderts von Gorg Lang aus Deining) stammen von 1700/1701; auch die mit reichem Schnitzwerk versehene Kanzel ist barock. Neben zahlreichen barocken Figuren, so der Heiligen Walburga, Sebastian, Joachim, Katharina, Anna mit Maria, birgt die Kirche barockzeitliches Gestühl und verschiedene Epitaphien. Neben der Kirche steht ein barocker Pfarrhof, 1709 bis 1712 erbaut. Die Pfarrei gehört zur Diözese Augsburg. Auf dem Friedhof dürfen statt Grabsteinen nur Holzkreuze aufgestellt werden.
Die Kreuzelbergkapelle, südöstlich von Wellheim auf Dolomitfelsen gelegen, wurde in der Barockzeit 1654 erbaut; kurz danach siedelte sich ein Eremit an. Noch bis 1790 sind Einsiedler nachgewiesen. Es handelt sich um eine kleine Saalkirche mit südlich sich anschließender offener Kapelle. Im Innern befindet sich Stuck im Régencestil (1720–1730) und Barockmalerein in Medaillons.
Das ehemalige Brauhaus trägt das mit 1722 bezeichnete Wappen (Obereichstätter Guss) des Eichstätter Fürstbischofs Johann Anton I. Knebel von Katzenelnbogen.
Während das östliche Torhaus des Ortes 1719 abgebrochen wurde, ist das westliche erhalten. Darin befindet sich ein Heimatmuseum.

### Schutzgebiete

#### Landschafts- und Natura2000-Schutzgebiete

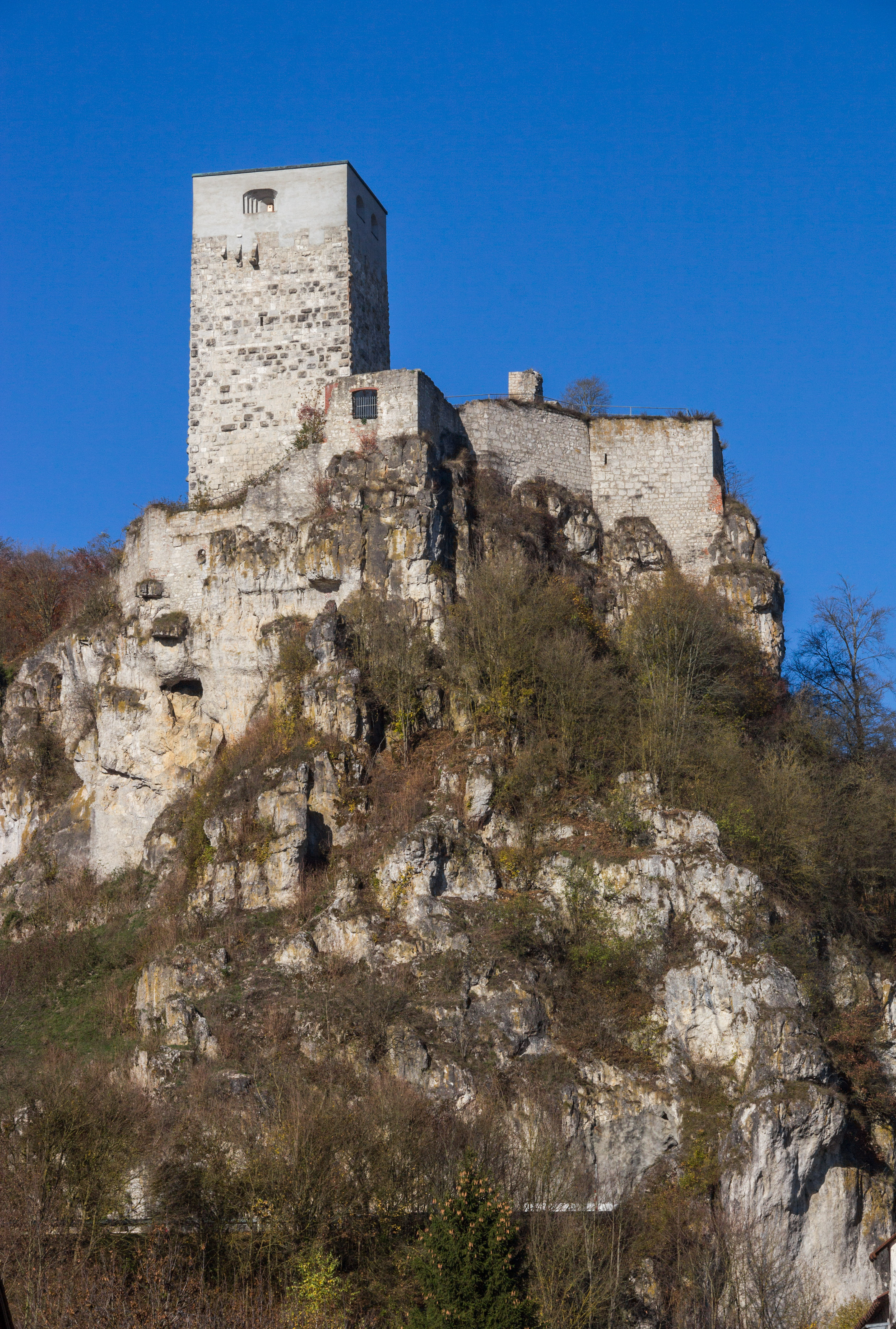
Der Schloßberg von Wellheim

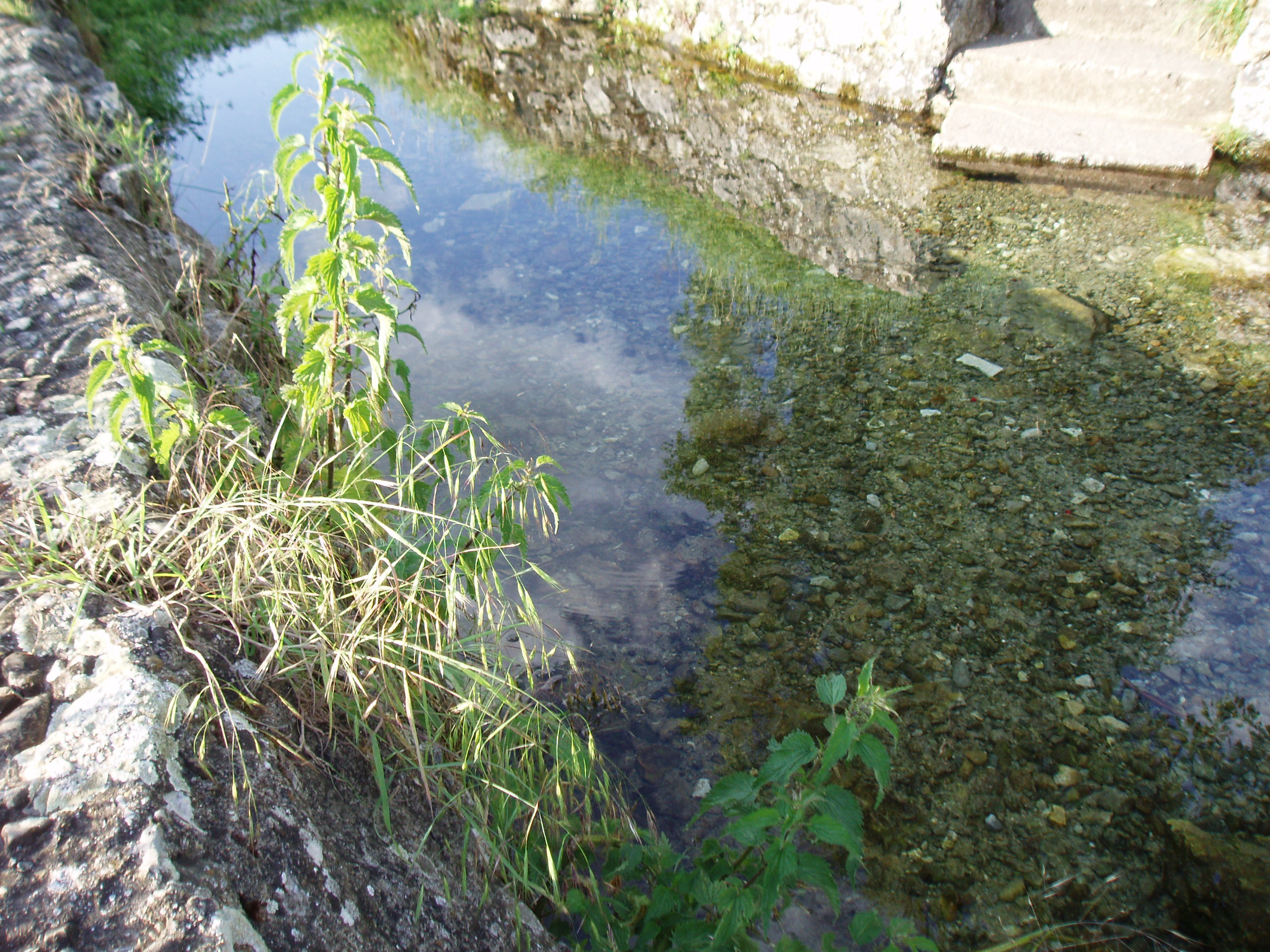
Schutterquelle am Galgenberg

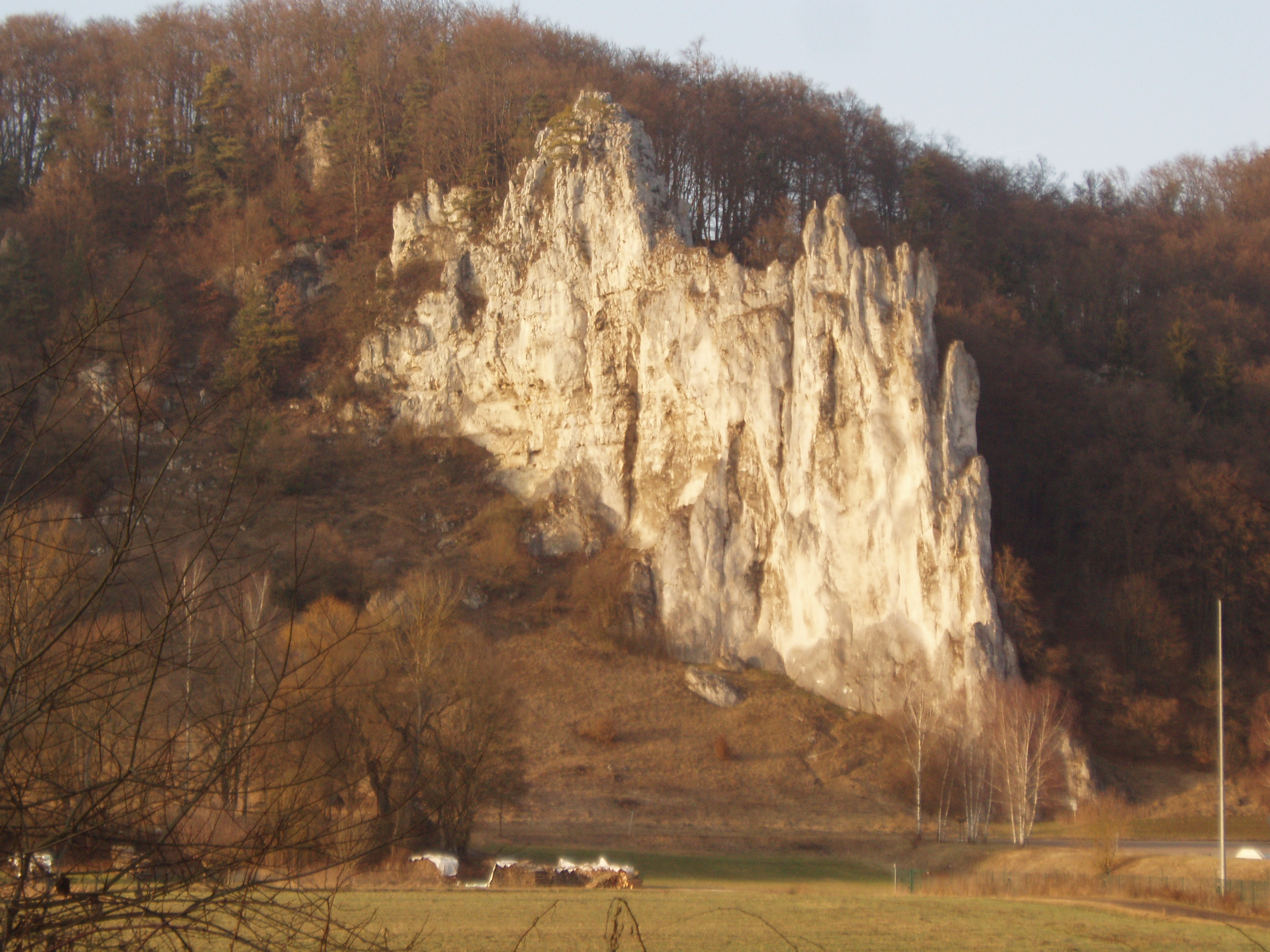
Der Dohlenfelsen bei Konstein

Große Teile des Gemeindegebietes liegen im Landschaftsschutzgebiet Schutzzone im Naturpark Altmühltal (LSG-00565.01, WDPA-396115) und den Natura2000 Gebieten Mittleres Altmühltal mit Wellheimer Trockental und Schambachtal (FFH-Gebiet 7132-371, WDPA-555521819), Galgenberg und Schutterquelle (FFH-Gebiet 7132-372, WDPA-555521820) und Felsen und Hangwälder im Altmühltal und Wellheimer Trockental (EU-Vogelschutzgebiet 7132-471, WDPA-555537875).

#### Geotope
Auf dem Gemeindegebiet befinden sich zehn vom Bayerischen Landesamt für Umwelt ausgewiesene Geotope:
- Dohlenfelsen bei Konstein, ein 35 Meter hoher Felsturm
- Felsburg mit Höhlenruine bei den Wielandshöfen, eine Felsburg mit einer Karsthöhle
- Wellheimer Trockental, ein 9 km langes Trockental
- Alte Burgfelsen von Aicha, eine Felsburg mit der Burgruine Adlerstein
- Galgenberg bei Wellheim auf dem Galgenberg (446,5 m), ein 50 Meter hoher Umlaufberg der Urdonau
- Schloßberg in Wellheim mit Felsentor, eine Felsburg mit einer Karst-Naturbrücke
- Schutterquelle, eine Karstquelle auch als Naturdenkmal ausgewiesen
- Kreuzelbergfelsen, ein Felsturm
- Kreideaufschluss im Wellheimer Oberholz, ein ehemaliger Steinbruch.
- Felsgruppe von Aicha, eine Felsgruppe mit Karsthöhlen.

## Wirtschaft und Infrastruktur

### Arbeitsplätze und Landwirtschaft
2020 gab es in der Gemeinde 264 sozialversicherungspflichtige Arbeitsplätze. Von der Wohnbevölkerung standen 1106 Personen in einem versicherungspflichtigen Beschäftigungsverhältnis. Damit war die Zahl der Auspendler um 842 Personen größer als die der Einpendler. 20 Einwohner waren arbeitslos. 2020 gab es 29 landwirtschaftliche Betriebe.

### Gemeindesteuern
2020 betrugen die Gemeindesteuereinnahmen 2.085.000 Euro, davon waren 155.000 Euro Gewerbesteuereinnahmen und 1.626.000 Euro Einkommensteuerbeteiligung.

### Kommunale Zusammenarbeit
2018 schlossen sich die sieben Kommunen Burgheim, Wellheim, Oberhausen, Ehekirchen, Rohrenfels, Rennertshofen und Bergheim (Oberbayern) in einem gemeinsamen Kommunalunternehmen zusammen und gründeten die iKommZ Mittlere Donau gKU.

### Bildung
Es gibt folgende Einrichtungen:
- Eine Kindertagesstätte mit 116 Kindergartenplätze mit 110 Kindern (Stand 1. März 2021)
- Grundschule Wellheim mit 6 Lehrern und 98 Schülern[14]